# Turbera de Las Dueñas
Turbera de Las Dueñas este o arie protejată (arie specială de conservare — SAC, sit de importanță comunitară — SCI) din Spania întinsă pe o suprafață de 26,25 ha, integral pe uscat.

## Localizare
Centrul sitului Turbera de Las Dueñas este situat la coordonatele 43°33′42″N 6°10′13″W / 43.5617°N 6.1703°V.

## Înființare
Situl Turbera de Las Dueñas a fost declarat sit de importanță comunitară în februarie 2004 pentru a proteja 2 specii de animale. Situl a fost protejat și ca arie specială de conservare în decembrie 2014.

## Biodiversitate
Situată în ecoregiunea atlantică, aria protejată conține 5 habitate naturale: Pajiști uscate europene, Turbării de acoperire (* exclusiv pentru turbării active), Fânețe de joasă altitudine (Alopecurus pratensis, Sanguisorba officinalis), Pajiști umede atlantice temperate cu Erica ciliaris și Erica tetralix, Păduri aluvionare cu Alnus glutinosa și Fraxinus excelsior (Alno-Padion, Alnion incanae, Salicion albae).
La baza desemnării sitului se află mai multe specii protejate de  amfibieni (2): Chioglossa lusitanica, Discoglossus galganoi